# Helicaulax
Helicaulax is een geslacht van uitgestorven weekdieren uit de klasse van de Gastropoda (slakken). Exemplaren van dit geslacht zijn slechts als fossiel bekend.

## Soort
- Helicaulax bicarinata Gabb, 1869 †

## Synoniem
- Tessarolax gabbi Saul & Squires, 2015 †